# John Ivarsson
John Ivarsson, född 16 oktober 1892 i Ljungs församling, Göteborgs och Bohus län, död 10 februari 1984 i Lund, var en svensk präst. Han var far till Henrik Ivarsson och farfar till sexologen Malena Ivarsson.. 
Ivarsson avlade efter studier vid Lunds privata elementarskola studentexamen i Lund 1914. Han blev samma år student vid Göteborgs högskola, där han avlade teologisk-filosofisk examen 1915, och sistnämnda år student vid Lunds universitet, där han avlade teologie kandidatexamen och praktiskt teologiskt prov 1917. Ivarsson prästvigdes för Göteborgs stift 1918. Efter missiv till Fritsla församling samma år och till Varbergs församling 1919 blev han kyrkoadjunkt i Kungshamns församling sistnämnda år. Han befordrades till komminister i Sexdrega pastorat med stationering i Ljushults församling 1923 och var kyrkoherde i Vessige pastorat 1936–1958. Ivarsson utnämndes till prost honoris causa sistnämnda år. Han blev ledamot av Nordstjärneorden 1957.